# Андре П'єйр де Мандьярг
Андре П'єйр де Мандьярг (фр. André Pieyre de Mandiargues, 14 березня 1909, Париж, Франція — 13 грудня 1991, там само) — французький поет, прозаїк, драматург, близький до сюрреалізму.

## З біографії
Із кальвіністської родини. Багато мандрував, зібрав колекцію еротичного мистецтва (вона лягла в основу документального фільму Валеріана Боровчика, 1973). Був близький до кола журналу NRF, дружив та листувався з Жаном Поланом, Леонор Фіні, Анрі Мішо. Автор есею про літературу та мистецтво (Арчімбольдо, Сугаї Кумі, Беллмер та ін). Перекладач Єйтса, Савініо, Паса, Місіми.
Його книга Feu de braise (1959) була опублікована в 1971 в англійському перекладі Ейпріл Фітцліон під назвою «Вогонь під попелом» (Blaze of Embers), (Calder and Boyars, 1971).
Найпопулярніша книга Мандьярга — «Мотоцикл» (1963), яка була адаптована для фільму 1968 «Дівчина на мотоциклі», де знялася молода Маріанна Фейтфул.
Дружина — художниця Бона Тібертеллі (1926—2000), небога відомого італійського художника Філіппо де Пізіса.

## Визнання
У 1967 отримав Гонкурівську премію за роман La Marge. У 1979 році став лауреатом Великої поетичної премії Французької академії.
Іменем де Мандьярга названо вулицю в XIII окрузі Парижа.

## Вибрані твори
- Le Musée noir (1946)
- Soleil des loups (1951)
- L'Anglais décrit dans le château fermé (1953, під псевдонімом)
- Marbre (1953)
- Le Lis de mer (1956)
- Le Belvédère, есе (1958)
- Feu de braise (1959)
- La motocyclette (1963, екранізований у 1968)
- La Marge (1967, Гонкурівська премія, екранізований у 1976 Валеріаном Боровчиком)
- Tout disparaîtra (1987, екранізований В.Боровчиком у 1987)
- Monsieur Mouton (1995, посмертно)